# 赤城嶺に
- 日本 > 群馬県 > 前橋市 > 赤城嶺に
- 日本 > 市町村 > 市町村歌 > 群馬県の市町村歌一覧 > 赤城嶺に

前橋市の歌「赤城嶺に」（まえばししのうた あかぎねに）は、群馬県前橋市の市歌である。作詞・和田利男、作曲・川崎祥悦。
表題は後述する作品の特性上から資料や媒体により“前橋市の歌「赤城嶺に」”、もしくは“交声曲「赤城嶺に」”の2通りの表記が混在している。

## 解説
前橋市では1892年（明治25年）の市制施行以来、長らく市歌を制定していなかったが1982年（昭和57年）の市制90周年および前橋市民文化会館落成を記念し「広く前橋市民に親しまれ愛唱される歌」を制定意義として前橋市役所に市歌作成委員会が組織され、11月1日付で制定告示が行われる。同月3日に開催された文化会館の竣工記念式典に合わせて初演奏が行われた。
作詞は懸賞募集でなく群馬大学教育学部教授の和田利男（1904年 - 1996年）に依頼されたもので、川崎祥悦の作曲によるカンタータはフルで演奏した場合は約30分に及ぶ長大なものとなっている。そのため、市の行事で演奏・斉唱を行うのは後半の3分の1に相当する部分であり、前橋市例規集に掲載されている歌詞と楽譜もこの短縮版である。
前橋市は平成の大合併において勢多郡大胡町、宮城村、粕川村、富士見村を編入合併して市域を拡大したが、市歌に関しては「前橋市の制度に統一する」として「赤城嶺に」が引き続きその地位を保っている。4町村のうち粕川村のみ1964年（昭和39年）に村歌「粕川の歌」を制定しており、合併後は「地域の歌」として継承する旨の申し合わせが行われた。

### 発表演奏会
この「赤城嶺に」は交声曲（カンタータ）という日本の自治体歌としては極めて異例の形態を採っているため、市の行事で演奏・斉唱されるのは後半の3分の1相当の部分であり完全版はLPレコードのA面に収録されたオーケストラ譜以外ではピアノ譜が作成されたのみで、吹奏楽用にはB面収録の短縮版しか存在していなかった。
そのため、前橋市では2017年（平成29年）の市制125周年記念事業として吹奏楽および全曲合唱用の編曲を新たに行い、同年12月9日に35年前の初演会場と同じ昌賢学園まえばしホールで「前橋市の歌『赤城嶺に』発表演奏会」と題して完全版の吹奏楽演奏および全曲合唱を上演した。

## LP盤
1982年（昭和57年）の制定時にフォンテックがLPレコード（規格品番：FO-1946）を作成している。
A面
1. 前橋市の歌 交声曲 赤城嶺に

B面
1. 前橋市の歌 赤城嶺に（ピアノ演奏）
2. トランペット鼓隊のための前橋市の歌 赤城嶺に
3. 金管バンドのための前橋市の歌 赤城嶺に
4. 同声二部合唱と器楽合奏のための前橋市の歌 赤城嶺に
5. 混声三部合唱と吹奏楽のための前橋市の歌 赤城嶺に
6. 吹奏楽による行進曲 前橋市の歌 赤城嶺に